# Meniezanger
De meniezanger (Myioborus miniatus) is een zangvogel uit de familie Parulidae (Amerikaanse zangers).

## Verspreiding en leefgebied
Deze soort telt 12 ondersoorten:
- M. m. miniatus: westelijk en zuidwestelijk Mexico.
- M. m. molochinus: oostelijk Mexico.
- M. m. intermedius: zuidelijk Mexico en oostelijk Guatemala.
- M. m. hellmayri: zuidelijk Guatemala en zuidwestelijk El Salvador.
- M. m. connectens: van El Salvador en Honduras tot het noordelijke deel van Centraal-Nicaragua.
- M. m. comptus: westelijk en centraal Costa Rica.
- M. m. aurantiacus: oostelijk Costa Rica en westelijk Panama.
- M. m. ballux: van oostelijk Panama tot noordelijk Ecuador en westelijk Venezuela.
- M. m. sanctaemartae: noordelijk Colombia.
- M. m. pallidiventris: noordelijk Venezuela.
- M. m. subsimilis: zuidwestelijk Ecuador en noordwestelijk Peru.
- M. m. verticalis: van zuidelijk Ecuador tot centraal Bolivia, zuidoostelijk Venezuela, westelijk Guyana en noordelijk Brazilië.